# Thomas Rohregger
Thomas Rohregger (født 23. december 1982) er en tidligere østrigsk professionel cykelrytter, som cyklede for de professionelle cykelhold Elk Haus-Simplon (2006-2008), Team Milram (2009-2010) og Leopard Trek (2011-2013).
Thomas Rohregger har stillet til start i syv grand tours.